# Campeonato Mundial de Atletismo Sub-18
O Campeonato Mundial de Atletismo Sub-18 (em inglês: IAAF U18 Championships in Athletics) anteriormente Campeonato Mundial de Atletismo Juvenil foi um evento mundial de atletismo para competidores que têm 17 anos ou menos. O evento foi organizado pela Associação Internacional das Federações de Atletismo (IAAF). Era realizado a cada biênio, a sua primeira edição ocorreu em 1999 e a ultima foi em 2017. O Campeonato Mundial Sub-18 não deve ser confundido com o Campeonato Mundial Sub-20 de Atletismo, que é para atletas com 19 anos ou menos.

## Campeonato Mundial Juvenil de Atletismo
|    | Ano  | Cidade     | País     | Data             | Local                               |
| -- | ---- | ---------- | -------- | ---------------- | ----------------------------------- |
| 1  | 1999 | Bydgoszcz  | Polónia  | 16 a 18 de julho | Zdzisław Krzyszkowiak Stadium       |
| 2  | 2001 | Debrecen   | Hungria  | 12 a 15 de julho | Gyulai István Atlétikai Stadion     |
| 3  | 2003 | Sherbrooke | Canadá   | 9 a 13 de julho  | Stade de l'Université de Sherbrooke |
| 4  | 2005 | Marrakech  | Marrocos | 13 a 17 de julho | Stade Sidi Youssef Ben Ali          |
| 5  | 2007 | Ostrava    | Chéquia  | 11 a 15 de julho | Městský stadion                     |
| 6  | 2009 | Bressanone | Itália   | 8 a 12 de julho  | Raiffeisen Arena di Bressanone      |
| 7  | 2011 | Lille      | França   | 6 a 10 de julho  | Stadium Nord Lille Métropole        |
| 8  | 2013 | Donetsk    | Ucrânia  | 10 a 14 de julho | RSC Olimpiyskiy                     |
| 9  | 2015 | Cali       | Colômbia | 15 a 19 de julho | Estadio Olímpico Pascual Guerrero   |
| 10 | 2017 | Nairóbi    | Quênia   | 12 a 16 de julho | Nyayo National Stadium              |